# Jaimz Woolvett
Jaimz Woolvett (né le 14 avril 1967 à Hamilton, en Ontario) est un acteur canadien. 

## Biographie
Jaimz Woolvett est surtout connu pour son rôle du « kid », le jeune tueur myope dans Impitoyable de Clint Eastwood en 1992.
Cependant, n'ayant jamais connu le succès, il a mis fin à ses activités d'acteur en 2009.[réf. nécessaire]

## Filmographie partielle
- 1992 : Impitoyable : le Kid de Schofield
- 1996 : Le Lac Ontario : Ensign Jasper Weston
- 1997 : The Assistant de Daniel Petrie
- 1999 : Jeanne d'Arc : le duc de Bourgogne (téléfilm)
- 2000 : Le Coupable : Léo
- 2000 : Une blonde en cavale : Mouse
- 2000 : Sous le masque d'un ange (The Stepdaughter) : Buddy Conner
- 2001 : Frères de guerre : Tex
- 2003 : À la conquête d'un cœur (Love Comes Softly) de Michael Landon Jr. :  (téléfilm)
- 2003 : Les Dents de la mort : Jerry Collins (téléfilm)
- 2008 : Fragments : le cuisinier suédois